# ژ
ژ（ジェー）は、ペルシア文字の14番目の文字で、有声後部歯茎摩擦音 /ʒ/ を表す。ラテン・アルファベットでは通常 ž と翻字される。
アラビア文字に /ʒ/ の音の字がないため、/z/ を表す ز の点の数を増すことによって新たに作られた文字である。
ペルシア文字だけでなく、ウルドゥー文字、オスマン語のアラビア文字など、さまざまな文字体系で使われる。ただし、ウルドゥー語では ز と同じように発音されることが多い。

## 符号位置
| 文字 | Unicode | JIS X 0213 | 文字参照        | 説明             |
| ---- | ------- | ---------- | --------------- | ---------------- |
| ژ    | U+0698  | ‐          | &#x698; &#1688; | ペルシャ文字の ž |